# Campionato mondiale maschile di pallamano 1982
Il campionato mondiale maschile di pallamano 1982 si è svolto dal 23 febbraio al 7 marzo 1982 in Germania Ovest.
Il torneo è stato vinto dalla nazionale sovietica.

## Nazionali partecipanti
- Cecoslovacchia
- Kuwait
- Unione Sovietica
- Germania Est
- Algeria
- Ungheria
- Spagna
- Svezia
- Germania Ovest
- Giappone
- Polonia
- Svizzera
- Cuba
- Danimarca
- Romania
- Jugoslavia

## Podio
| Pos. | Squadra          |
| ---- | ---------------- |
| 1°   | Unione Sovietica |
| 2°   | Jugoslavia       |
| 3°   | Polonia          |